# وردبد
وردبد (پارسی میانه: Wardbed) یکی از نجیب‌زادگان ساسانی در سده سوم میلادی در زمان حکومت شاپور یکم و پریستگ‌بد (پارسی میانه: paristagbed؛ به معنای «رئیس خادمان») بود.

## زندگی

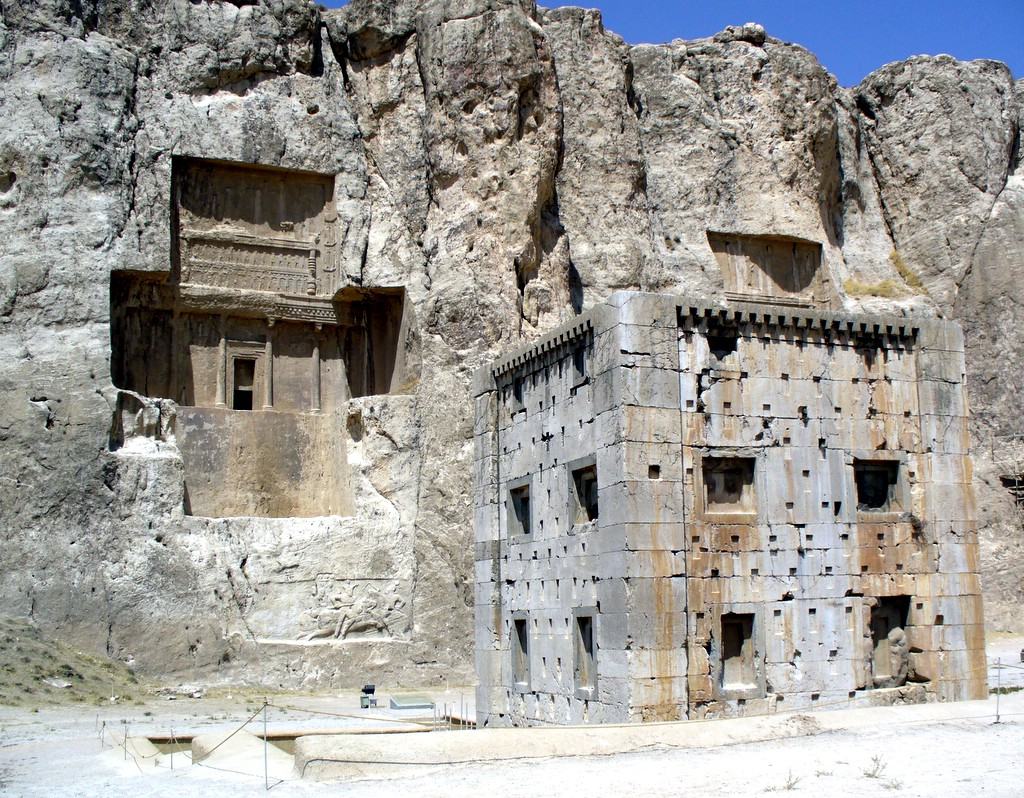
کعبه زرتشت، جایی که سنگ‌نوشته شاپور یکم حک شده‌است

از وردبد در سنگ‌نوشته شاپور یکم بر کعبه زرتشت یاد شده‌است. او در این سنگ‌نوشته در میان ۶۷ نجیب‌زاده در رتبهٔ سی‌ونهم قرار دارد. اطلاعات دیگری از زندگی او در دست نیست.
باید بررسی کرد که آیا مقام وی از نظر سلسله مراتب از همه افرادی که در کاخ سلطنتی خدمت می‌کردند برتری داشت یا اینکه او فقط مسئول خادمان بود. او به احتمال زیاد می‌توانست فقط رئیس همه خادمانی باشد که موقعیت خاصی ندارند. در میان آن‌ها خادمان شخصی اعضای خانواده سلطنتی و همچنین افراد بیشماری در ضیافت‌های سلطنتی، شکارها یا نوازندگان نیز بودند.